# Batalha Naval de Iquique
A Batalha Naval de Iquique foi um confronto entre a corveta chilena Esmeralda e o monitor peruano Huáscar durante a Guerra do Pacífico, localizado no porto de Iquique, que na época pertencia ao Peru.

## Antecedentes
Quando o Chile estava disputando com o Peru e a Bolívia, pela exploração de salitre em território boliviano, o governo chileno planejou bloquear o porto peruano de Callao, que desde a época da colonização espanhola era o principal porto peruano, mas o comandante da Armada Chilena, o Almirante Juan Williams Rebolledo preferiu bloquear o porto peruano de Iquique e de lá seguir bloqueando os outros portos, devido a falta de comida e combustível para os navios bloquearem Callao, o governo aceitou o plano de Rebolledo. A frota partiu no dia 3 de abril de Antofagasta à Iquique.
No dia 5 de abril de 1879, o Chile declara guerra ao Peru e à Bolívia iniciando a Guerra do Pacífico, no mesmo dia, a frota chilena bloqueia Iquique, além de bombardear aldeias peruanas vizinhas.

Quando o governo chileno pressionou Rebolledo à atacar Callao, ele cedeu às pressões  decidindo reunir grande parte da frota com os melhores navios, deixando apenas os 3 navios mais antigos para manter o bloqueio em Iquique: a Esmeralda, a escuna Covadonga e o navio transporte Lamar, sendo que o comandante do Esmeralda, o Almirante Arturo Prat, devido à sua experiência perante os outros oficiais, foi designado por Rebolledo como o chefe do bloqueio.

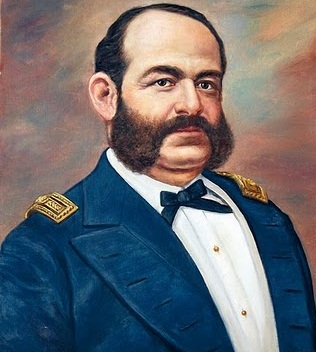
Almirante Miguel Grau

Enquanto isso, os peruanos repararam os navios de sua esquadra em Callao e enviaram sua frota para Arica e o Departamento de Tarapacá, onde poderiam defender-se melhor do ataque chileno, enquanto outros navios iriam até o Panamá buscar as novas armas e munições compradas dos Estados Unidos, apesar do rejeição do plano por parte do Almirante Miguel Grau e de outros oficiais, porque o Independência foi recentemente reparado e sua tripulação havia feito os exercícios navais enquanto o Huáscar não tinha projéteis capazes de penetrar a blindagem do Cochrane e o Blanco Encalada, mesmo assim o plano foi autorizado e o próprio presidente Mariano Ignacio Prado embarcou para Arica, quando chegou soube que o grosso da frota chilena havia partido para Callao e deixado três navios em Iquique, Prado então ordenou que Grau rompesse o bloqueio e capturasse ou afundasse os navios chilenos. Durante a viagem nenhum dos navios tanto chilenos quanto peruanos se avistaram.

## Primeira Fase

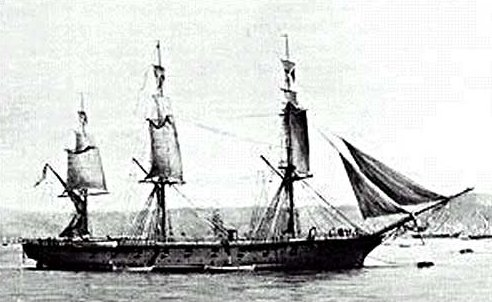
Corveta Esmeralda

Na manhã de quarta-feira de 21 de maio de 1879, os chilenos continuavam o bloqueio à 2,7 km ao norte do farol do porto, enquanto o Lamar estava ancorado perto do litoral. Às 6h30, os marinheiros do Covadonga avistaram fumaças vindas do Norte constatando-se que se tratava do Monitor Huáscar e da Fragata Blindada Independência. O comandante do Covadonga alertou Prat, com um tiro de canhão, que também acordou os peruanos em Iquique, onde trouxeram canhões para atacarem os chilenos a partir da costa. Prat então se preparou para a batalha, comandando a Esmeralda, uma velha corveta de madeira que já estava há 23 anos na Marinha Chilena. 

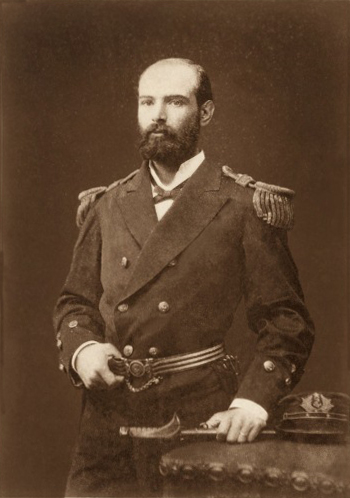
Almirante Arturo Prat

O navio transporte Lamar fugiu para o Sul. Os primeiros 30 minutos, o Huáscar lutou sozinho contra o Esmeralda e o Covadonga que concentraram seus tiros no monitor peruano. Os movimentos iniciais fizeram com que 2 caldeiras do Esmeralda explodissem reduzindo sua velocidade de 6 nós para 2 nós.
Às 11:30 o Covadonga fugiu para o Sul sendo perseguido pelo Independência, durante a perseguição o Covadonga consegue passar pelos rochedos saindo ileso, já o Independência encalhou e o comandante do Covadonga Condell ordenou o bombardeio do Independência, onde sua tripulação escapou por meio dos botes até a praia, e o Covadonga  continuou sua viagem.

## Segunda Fase
Enquanto isso, o Almirante Grau foi informado que havia minas aquáticas ao redor do porto, então Grau preferiu permanecer afastado, enquanto isso o Esmeralda trocava tiros com a bateria peruana perto da praia, a situação logo ficou insustentável para a corveta chilena, Prat então ordenou a movimentação para mil metros ao Norte, quando se iniciava o movimento, uma granada do Huáscar atingiu o refeitório dos oficiais causando um incêndio que logo foi apagado.

Quando Grau observou o movimento do Esmeralda, percebeu que a informação das minas era falsa, ele então ordenou um ataque jogando o seu navio contra o Esmeralda, o Huáscar avançou e em pouco tempo houve a primeira colisão, Prat então pulou para o Huáscar sendo seguido pelo Sargento Juan de Dios Aldea e o marinheiro Arsenio Canave que não conseguiu entrar caindo na água. Prat, armado com um sabre e um revólver foi até a torre de comando, no caminho abateu o Segundo-Tenente Jorge Velarde, quando continuava avançando foi atingido nos joelhos, Prat ainda tentou mesmo ferido avançar, mas um marinheiro peruano acertou um tiro em sua cabeça, Prat então caiu morto Grau ainda quis salvar a vida de Prat, mas já era tarde demais, enquanto o Sargento Aldea foi ferido. O Huáscar se afastou, o Primeiro-Tenente Luis Oribe assumiu o comando do Esmeralda, ele e os oficias decidiram continuar lutando e uma segunda bandeira de combate foi hasteada, Grau vendo que eles não se rendiam, lançou-se novamente contra o Esmeralda.

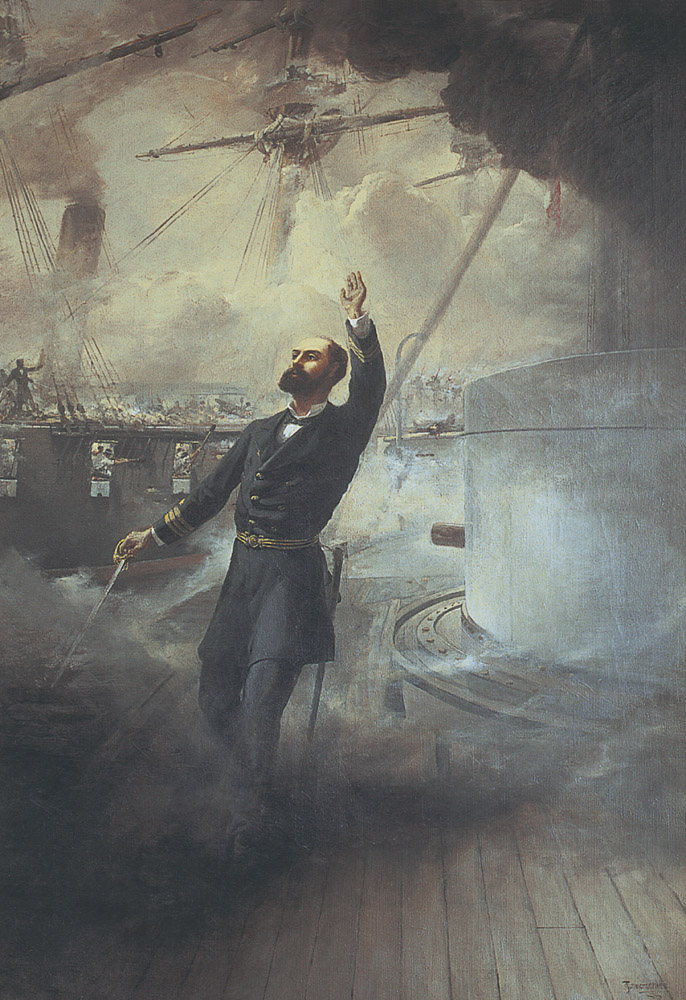
A morte de Prat

Na segunda colisão, doze chilenos armados com rifles e facões tentaram entrar no Huáscar, mas foram mortos pela torre de artilharia, caindo no convés do monitor. O Huáscar se afasta e 20 minutos depois lança-se novamente. A terceira colisão abriu um rombo no casco do Esmeralda, que já estava quase sem tripulantes e os incêndios já consumiam partes do navio, a proa do Esmeralda começou a afundar, pouco tempo depois o Esmeralda afundou.

## Consequências
Grau resgatou os 57 sobreviventes, conseguiu romper o bloqueio em Iquique e partiu para o Sul, onde resgatou a tripulação do Independência e ainda tentou em vão caçar o Covadonga. Quando os chilenos souberam da derrota, houva grande comoção e mais jovens se recrutaram para a guerra, o Almirante Prat tornou-se um herói nacional e Patrono da Marinha Chilena por ter lutado até o fim. Grau também enviou os pertences pessoais de Prat para a sua viúva Carmen Cavarjal além de uma carta de Grau que enfatizou a nobreza e a qualidade de Prat, por essa ação junto com o resgate dos 57 sobreviventes Miguel Grau recebeu o apelido de Cavaleiro dos Mares. Os restos mortais de Prat foi sepultado em 1888, num monumento em Valparaíso, todos os anos ocorrem desfiles militares para honrar Prat e todos os tripulantes mortos. Também o Almirante Grau teve reconhecimento no Peru e no Chile, onde muitas ruas peruanas e chilenas levam o seu nome. A derrota em Iquique levaria os chilenos à caçada do Huáscar capturando o navio no Combate Naval de Angamos.